# L'isola perduta
L'isola perduta (The Island of Dr. Moreau) è un film del 1996 diretto da John Frankenheimer e interpretato da Marlon Brando, David Thewlis e Val Kilmer.
È il terzo maggiore adattamento tratto dal romanzo fantascientifico L'isola del dottor Moreau di H. G. Wells del 1895.

## Trama
Nel 2010 Edward Douglas, un inglese che lavora presso le Nazioni Unite, sopravvive ad un incidente aereo e, dopo alcuni giorni trascorsi al largo del Mar di Giava su di un canotto di emergenza, viene salvato dal giovane dottor Montgomery, che lo porta con sé su di un'isola sconosciuta, dove regna un'atmosfera calma e tranquilla, in attesa che qualcuno lo venga a recuperare.
L'isola appartiene al dottor Moreau, uno scienziato di fama mondiale, vincitore del Premio Nobel, noto per i suoi esperimenti sugli animali, scomparso da quasi vent'anni e a cui Montgomery funge da assistente. Poco tempo dopo, il naufrago Edward scopre che la stessa isola è una sorta di habitat per alcune strane creature, degli ibridi creati dallo stesso Moreau, che durante "l'esilio" sull'isola ha perfezionato le sue tecniche di ingegneria genetica, riuscendo ad introdurre DNA umano negli animali, rendendoli così più simili all'uomo e facendone regredire i loro istinti. Per mezzo poi di una sorta di comandamenti, Moreau ha inculcato nelle creature un'assoluta riverenza nei suoi confronti. Alle stesse, vengono somministrati farmaci giornalmente, per evitare la regressione all'originaria forma animale.
Lo stesso Moreau spiega che dopo molti tentativi iniziali, ora è davvero sul punto di riuscire definitivamente nel suo intento, creare animali umanizzati senza rischio di regressione. Tuttavia una delle creature, Iena-Suino (un ibrido tra una iena e un maiale), trova il modo di rimuovere il circuito integrato (un chip installato nelle costole delle creature) usato per sottomettere gli animali tramite impulsi elettrici, convincendone altre a fare lo stesso.
Inorridito dagli esperimenti mostruosi dello scienziato e temendo per la propria vita, Douglas cerca di lasciare l'isola con l'aiuto della bella Aissa, una ragazza tratta dalle stesse sperimentazioni e che Moreau ama come una figlia; ma è costretto a misurarsi dapprima sia con Montgomery che con la parte dissidente delle creature, che si ribellano a Moreau e lo sbranano, per poi uccidere anche Montgomery fino ad appropriarsi delle armi da fuoco, seminando ovunque il caos.
Esse prendono così il dominio dell'isola, e Aissa rimane anch’ella vittima delle creature ribelli mentre Edward viene portato di fronte a Iena, che pur di essere riconosciuto come unico leader, che uccide i propri compagni, rimanendo a sua volta ferito in uno scontro a fuoco, durante il quale, un'esplosione incendia il campo e la villa di Moreau, dopo che Edward li confonde. Rimasta senza alleati e senza difese, la iena umana quasi completamente regredita, dopo un linciaggio da parte dei mutanti superstiti, si lascia consumare dalle fiamme.
Finita la sommossa, Edward si reca verso la spiaggia per prendere il mare, dopo aver costruito una zattera e promette al custode della legge, il più vecchio e saggio fra le creature e a una piccola creatura da compagnia del dottore, di tornare presto con degli aiuti, al fine di curarli.
L'anziana creatura risponde rifiutando la proposta di Edward, dicendo di non voler più avere a che fare con scienziati ed esperimenti, poiché loro, le creature, devono vivere per quello che sono, non come il dottor Moreau cercava di trasformarli. Tornato nella civiltà Edward nota che tra uomo e animale non c'è molta differenza.

## Accoglienza

### Incassi
Il film riscosse scarso successo commerciale: a fronte di un costo di produzione stimato in circa 40 milioni di dollari, ne ricavò solo 27 negli Stati Uniti, per un totale di 49,6 milioni in tutto il mondo.

### Critica
(Fantafilm)